# Eyes on Me
Eyes On Me – jest drugim singlem znajdującym się na płycie Taking Chances Céline Dion. Piosenka znajduje się także na płycie My Love: Essential Collection.

## Lista utworów
| #                             | Tytuł                             | Czas trwania                  |                               |
| Wersja europejska i angielska | Wersja europejska i angielska     | Wersja europejska i angielska | Wersja europejska i angielska |
| ----------------------------- | --------------------------------- | ----------------------------- | ----------------------------- |
| 1.                            | "Eyes on Me"                      | 3:55                          |                               |
| 2.                            | "Eyes on Me" (Ashanti Boyz remix) | 6:38                          |                               |
| Wersja angielska CD           |                                   |                               |                               |
| 1.                            | "Eyes on Me"                      | 3:55                          |                               |
| 2.                            | "Eyes on Me" (Ashanti Boyz remix) | 6:38                          |                               |
| 3.                            | "Eyes on Me" (in-studio video)    | 4:38                          |                               |

## Oficjalna wersja
1. „Eyes on Me” (Ashanti Boyz remix) – 6:38
2. „Eyes on Me” (radio edit) – 3:40
3. „Eyes on Me” (album version) – 3:55

## Certyfikaty i sprzedaż
| Kraj            | Najwyższa pozycja |
| --------------- | ----------------- |
| Finlandia       | 24                |
| Wielka Brytania | 113               |